# Santa Caterina del Vernet
Santa Caterina del Vernet és la capella del convent actual de les Germanes Filles de la Caritat de Perpinyà, del barri del Vernet, de la ciutat de Perpinyà, a la comarca del Rosselló, de la Catalunya del Nord.
És al sector nord de Perpinyà, al barri del vernet. És en el número 1 bis del Camí de Torremilà, al costat mateix de l'església de Sant Cristòfol.